# دوچرخه‌سواری مؤثر
«دوچرخه‌سواری مؤثر» یک برنامه آموزشی دوچرخه‌سواری با علامت تجاری است که توسط جان فورستر طراحی شده است و برای چندین سال برنامه آموزشی ملی اتحادیه ویلمن‌های آمریکا بود تا اینکه فورستر اجازه استفاده از این نام را از آنها سلب کرد.

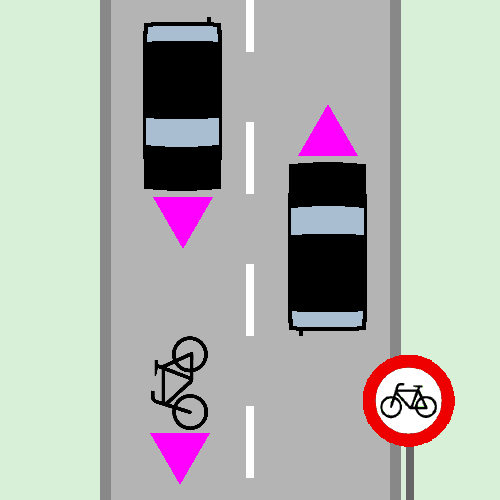

همچنین نام کتاب فورستر (که اولین بار در سال ۱۹۷۶ منتشر شد و از آن زمان بارها ویرایش شده است) در مورد این موضوع است. این برنامه شامل کتاب‌های درسی و دوره‌های آموزشی (برای دانش‌آموزان و مربیان) و یک ویدیوی آموزشی برای دانش‌آموزان است. آموزش اصلی این برنامه، شیوه‌های دوچرخه‌سواری با وسایل نقلیه است. توصیه اصلی این است که یک دوچرخه‌سوار، به عنوان راننده یک وسیله نقلیه پدالی، باید از قوانین جاده‌ای که برای همه انواع وسایل نقلیه مشترک است، پیروی کند. فورستر استدلال می‌کند که رفتار خلاف این، در واقع احتمال برخورد با سایر وسایل نقلیه را افزایش می‌دهد.

## اصول

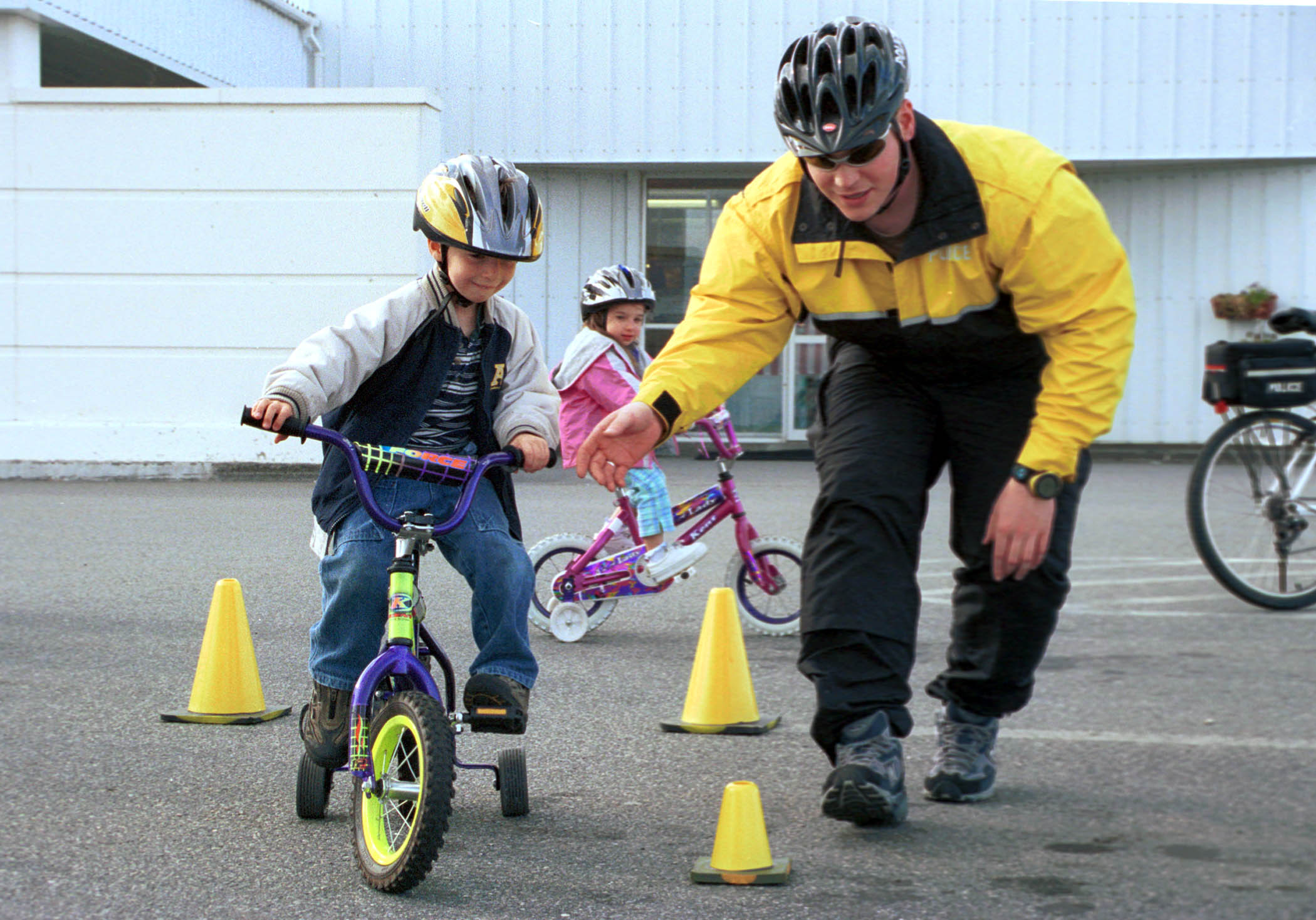

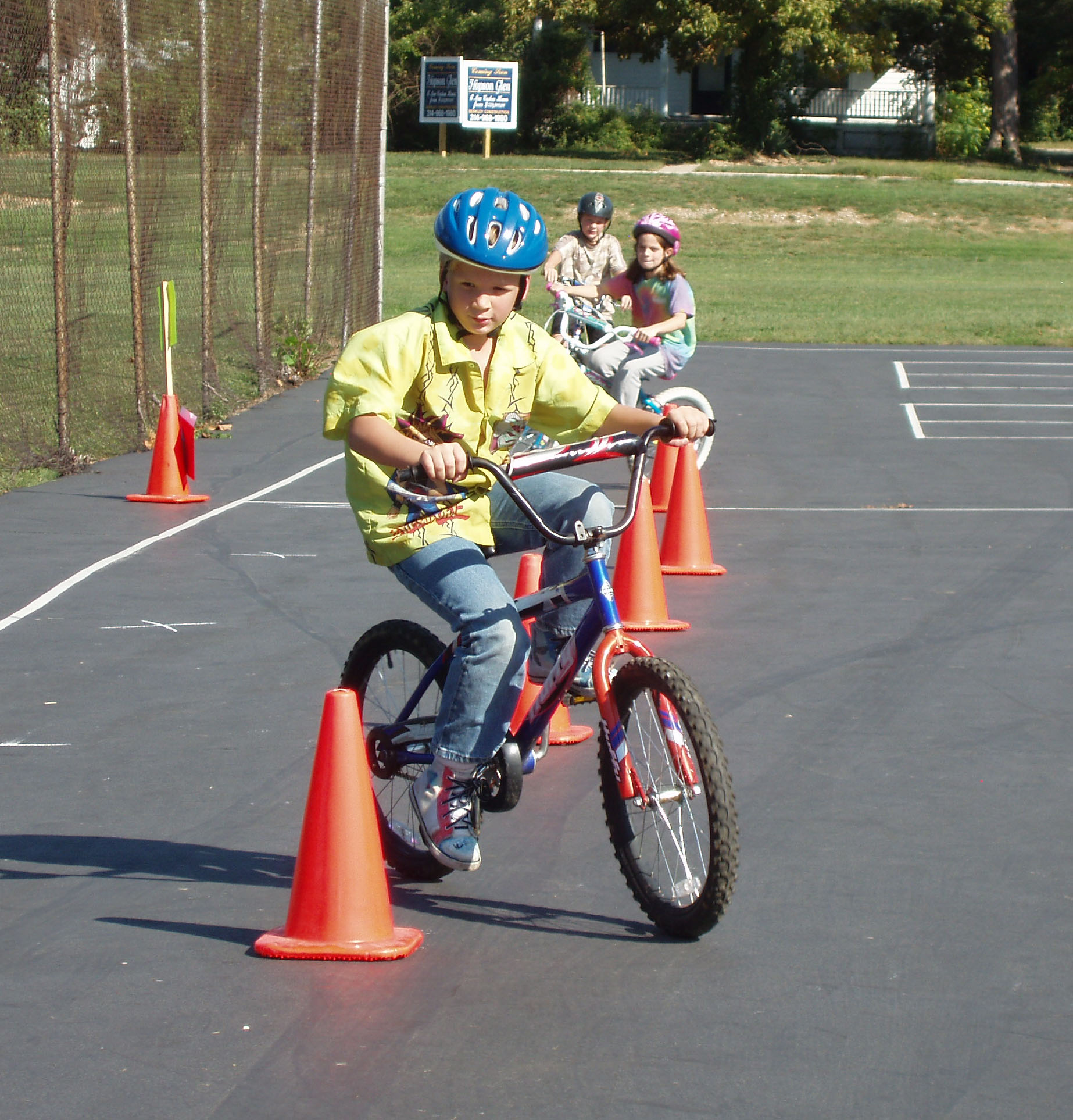

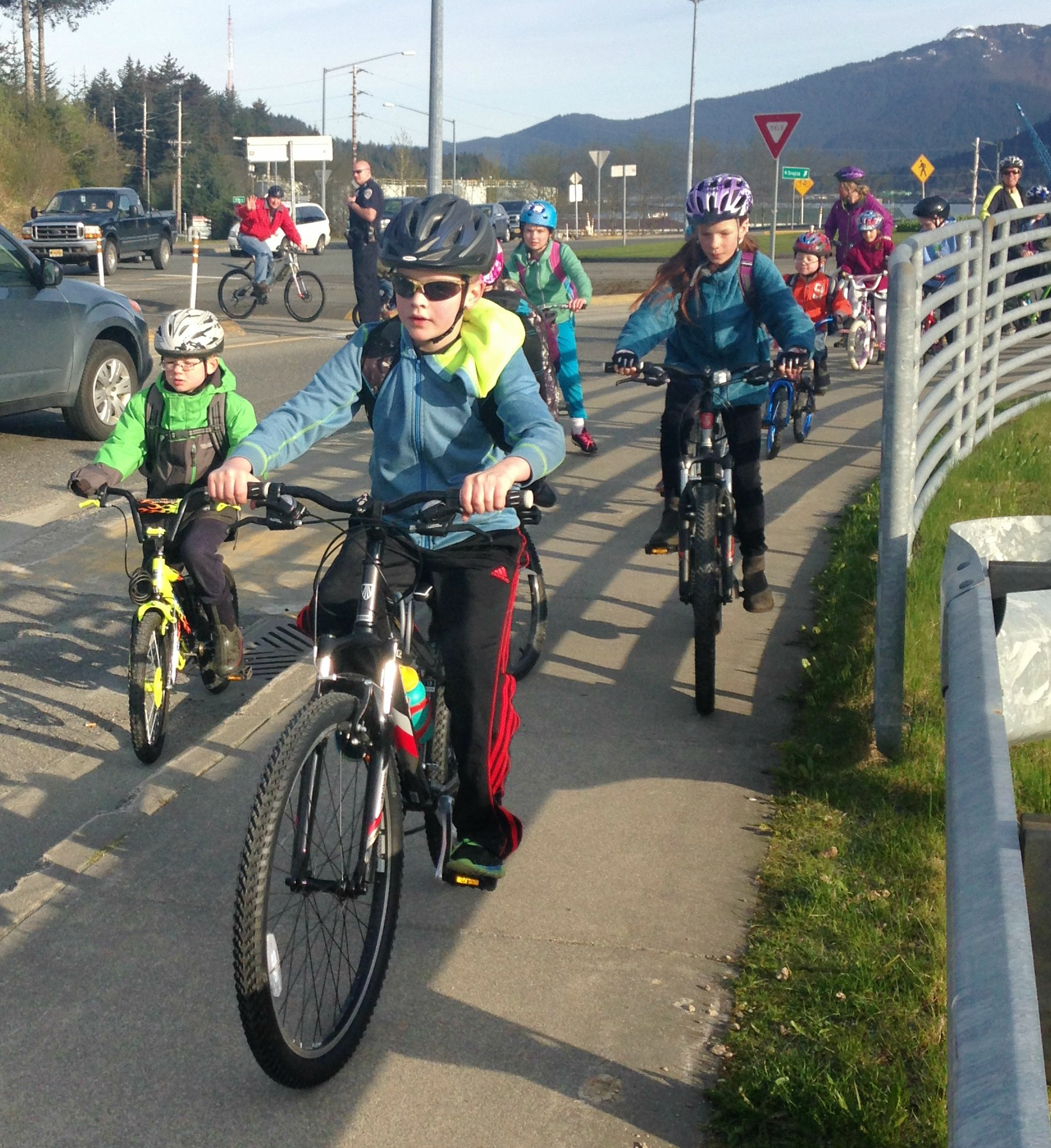

فورستر قوانین جاده‌ای برای عملکرد وسایل نقلیه را در پنج اصل خلاصه می‌کند:
1. از نیمهٔ درست جاده استفاده کنید، نه از پیاده‌رو.
2. در صورت لزوم، به ترافیک دیگر حق تقدم بدهید.
3. هنگام عبور عرضی از جاده، حق تقدم را رعایت کنید.
4. بر اساس مقصد خود، خط و موقعیت صحیح را در خط تقاطع‌ها و مسیرهای منتهی به آنها انتخاب کنید. برای مثال، دوچرخه‌سواری که قصد دارد مستقیماً از یک تقاطع عبور کند، باید از گیر افتادن در لاین مخصوص گردش به راست، جایی که به راحتی می‌تواند توسط یک ماشین که به سمت راست می‌پیچد، زیر گرفته شود، خودداری کند؛ یک دوچرخه‌سوار در لاین عبور از وسط ممکن است با نگاه‌های متعجب مواجه شود، اما احتمالاً تصادف نخواهد کرد. انتخاب خط و موقعیت صحیح اغلب شامل انتخاب خط عبوری است که عرض آن برای عبور ماشین و دوچرخه در کنار هم کافی نیست.
5. بین تقاطع‌ها، بر اساس سرعت نسبت به سایر وسایل نقلیه و عرض مؤثر خط، از جدول فاصله بگیرید.

فورستر دوچرخه‌سواری مؤثر را با آنچه که اصل دوچرخه‌سواری با وسیله نقلیه (VC) می‌نامد، خلاصه می‌کند: «دوچرخه‌سواران زمانی بهترین عملکرد را دارند که مانند رانندگان وسایل نقلیه رفتار کنند و با آنها مانند رانندگان وسایل نقلیه رفتار شود.» این حکم با قوانین جاده‌ای که عموماً در مورد همه انواع رانندگان وسایل نقلیه اعمال می‌شود، سازگار است. اصل VC اغلب به اشتباه به معنای «مثل یک ماشین رفتار کن» تعبیر می‌شود. حداکثر، یعنی مثل رانندهٔ یک موتورسیکلت کم‌قدرت رفتار کردن. دستور فورستر نه تنها به رفتار دوچرخه‌سواران اشاره دارد، بلکه به نحوه برخورد رانندگان، پلیس و مهندسان راه با دوچرخه‌سواران نیز می‌پردازد.

## مخالفت با دوچرخه‌سواری تفکیک‌شده

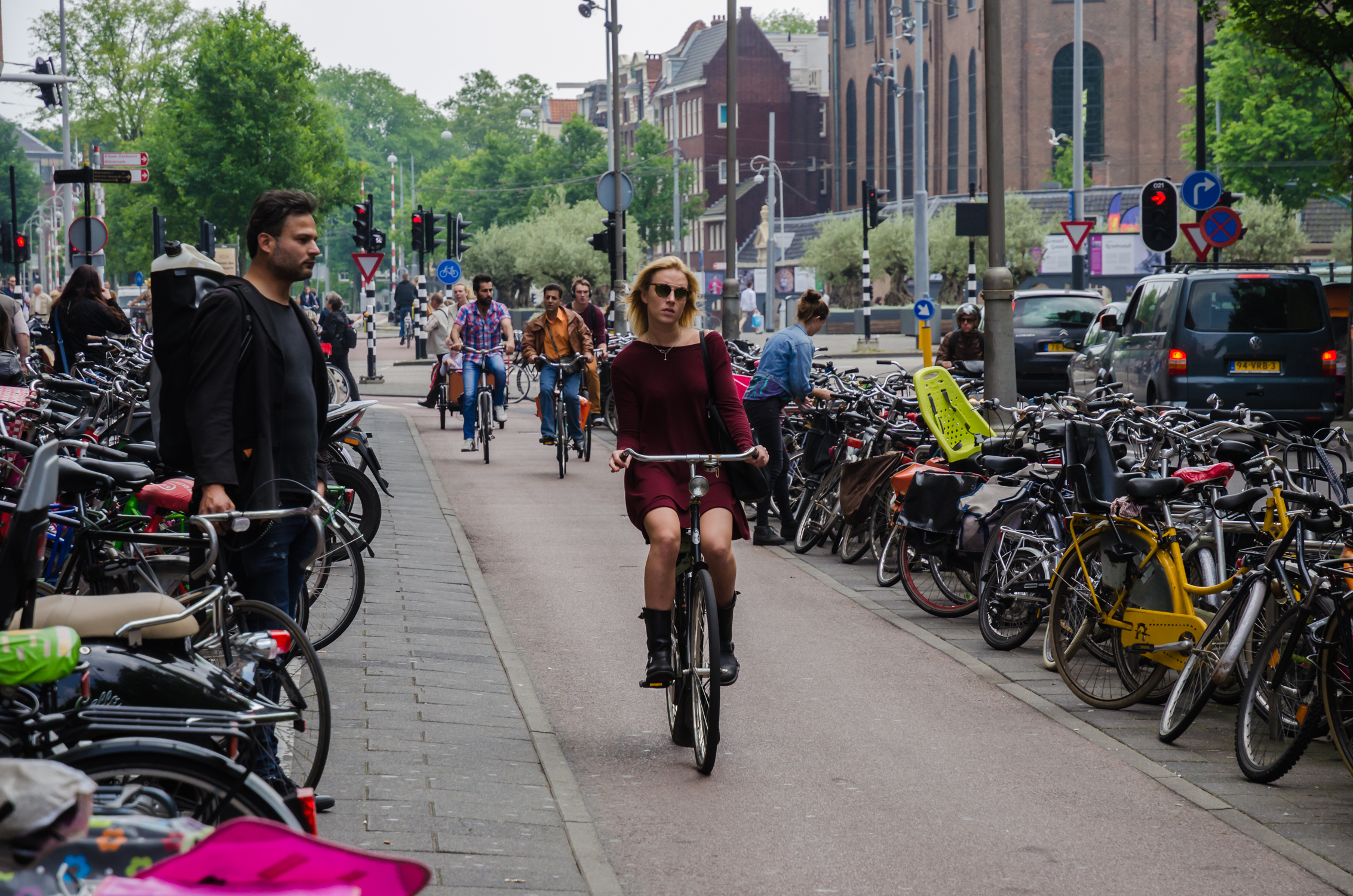
دوچرخه‌سواری تفکیک‌شده در امتداد یک فیت‌سپاد در آمستردام.

فورستر عموماً با امکانات تفکیک‌شدهٔ دوچرخه‌سواری (مانند خطوط دوچرخه‌سواری) مخالف است، چرا که به گفتهٔ او این امکانات، رفتارهایی را تشویق می‌کنند که مغایر با رویه‌های دوچرخه‌سواری با وسایل نقلیه است. این ادعا توسط کسانی که معتقدند چنین امکاناتی ایمنی دوچرخه‌سواران را افزایش می‌دهد، به چالش کشیده شده است، مانند نویسندگان یک مطالعه جامع در مورد تحقیقات ایمنی زیرساخت‌های دوچرخه‌سواری در دانشگاه بریتیش کلمبیا، که علناً اظهار داشته‌اند که «در مقایسه با دوچرخه‌سواری در زیرساخت‌های مخصوص دوچرخه (مسیرها، خطوط، مسیرها)، دوچرخه‌سواری در جاده به نظر می‌رسد ایمنی کمتری داشته باشد.» با این حال، این مطالعه همچنین نتیجه می‌گیرد که «پیاده‌روها و مسیرهای چند منظوره بالاترین خطر را دارند» و فروستر پاسخی منتشر کرده است.
ادعای فورستر همچنین توسط برخی مطالعات در اروپا و ایالات متحده، از جمله ارزیابی سال ۲۰۱۲ از امکانات دوچرخه‌سواری توسط وزارت حمل و نقل ناحیه کلمبیا، که نشان داد تصادفات پس از نصب مسیرهای دوچرخه‌سواری تا دو برابر افزایش یافته است، پشتیبانی می‌شود. بررسی ادبیات آزمایشگاه تحقیقات حمل و نقل در سال ۲۰۱۱ نشان داد که «شواهد نشان می‌دهد نقاطی که شبکه‌های تفکیک‌شده با بزرگراه‌ها تلاقی می‌کنند، خطر بیشتری را ایجاد می‌کنند، که به‌طور بالقوه به اندازه‌ای بزرگ است که می‌تواند مزایای ایمنی حذف دوچرخه‌سواران از تماس با وسایل نقلیه در مکان‌های دیگر را جبران کند.» یک مطالعه در سال ۲۰۰۸ که توسط شهرداری کپنهاگ سفارش داده شده بود، خاطرنشان کرد که «مسیرهای دوچرخه‌سواری ساخته شده منجر به افزایش ۹ تا ۱۰ درصدی تصادفات و جراحات در جاده‌های بازسازی شده شده است.» یک مطالعه دانمارکی در سال ۲۰۰۸ که توسط گروه تحقیقات ترافیک وزارت توسعه و برنامه‌ریزی دانشگاه آلبورگ انجام شد، نتیجه گرفت که «نتایج اصلی این است که مسیرهای دوچرخه‌سواری ایمنی ترافیک را مختل می‌کنند و این عمدتاً به دلیل تصادفات بیشتر در تقاطع‌ها است.» با این حال، این ممکن است به دلیل افزایش کلی ترافیک دوچرخه باشد، که یکی دیگر از پیامدهای نصب امکانات دوچرخه‌سواری تفکیک‌شده است.

## برای مطالعهٔ بیشتر
- دوچرخه‌سواری مؤثر، نوشته جان فورستر، (چاپ اول، ۱۹۷۶؛ چاپ ششم، انتشارات MIT، ۱۹۹۲)شابک ‎۰-۲۶۲-۵۶۰۷۰-۴)، هفتم (۲۰۱۲)شابک ‎۰۲۶۲۵۱۶۹۴۲